# 무적

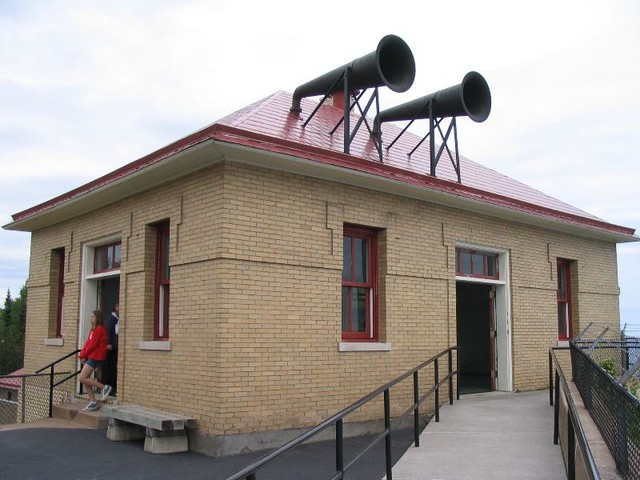

무적(霧笛, foghorn, fog signal)은 바위가 있는 해안 등 위험한 상황에 처한 선박, 다른 선박이 있는 선박이 안개 상황에 처할 때 이 선박들에 경고하는 소리를 내는 장치이다. 이 용어는 해양수송과 관련되어 주로 사용된다. 등대 등의 시각항법보조가 모호할 때 무적은 노두, 사주, 헤드랜드, 또는 기타 해상활동의 위험에 대한 경고를 제공한다.

## 같이 보기
- 사이렌